# Elecciones federales de México de 2018 en Michoacán
En el marco del  Proceso Electoral Federal 2017-2018  se renovaron los cargos de:
- Presidente de la República: Jefe de Estado y de gobierno de los Estados Unidos Mexicanos , electo para un periodo de cinco años y diez meses sin posibilidad de reelección, que comenzará su gobierno el 1 de diciembre de 2018 y finalizará el 30 de septiembre de 2024.[3]
- 3 Senadores por Michoacán: Miembros de la cámara alta del Congreso de la Unión, (dos correspondientes a la mayoría relativa y uno otorgado a la primera minoría), electos de manera directa, por un periodo de seis años con posibilidad de reelección para el periodo inmediato, que comenzará el 1 de septiembre de 2018.[3]
- 12 diputados federales por Michoacán: Miembros de la cámara baja del Congreso de la Unión que formarán parte, a partir del 1 de septiembre del 2018,[3] de la LXIV Legislatura del Congreso de la Unión de México.

## Presidente
| Titular            | Partido | Electo                      | Partido |
| ------------------ | ------- | --------------------------- | ------- |
| Enrique Peña Nieto |         | Andrés Manuel López Obrador |         |

### Resultados
|  | 22.42 % |

|  | 16.99 % |

|  | 49.95 % |

|  | 6.19 % |

|  | 0.05 % |

|  | 0.05 % |

|  | 4.31 % |

|  | 100.00 % |

## Senadores
| Titular                     | Partido | Fórmula         | Electo                    | Partido |
| --------------------------- | ------- | --------------- | ------------------------- | ------- |
| Ascensión Orihuela Bárcenas |         | Primera Fórmula | Blanca Estela Piña Gudiño |         |
| Rocío Pineda Gochi          |         | Segunda Fórmula | Cristóbal Arias Solís     |         |
| Raúl Morón Orozco           |         | Primera Minoría | Antonio García Conejo     |         |

### Resultados
|  | 29.09 % |

|  | 17.27 % |

|  | 37.78 % |

|  | 6.95 % |

|  | 2.36 % |

|  | 0.06 % |

|  | 6.46 % |

|  | 100.00 % |

## Diputados

### Distrito 1 (Lázaro Cárdenas)
|  | 18.49 % |

|  | 19.39 % |

|  | 52.88 % |

|  | 2.96 % |

|  | 1.54 % |

|  | 0.02 % |

|  | 4.68 % |

|  | 100.00 % |

### Distrito 2 (Puruándiro)
|  | 30.79 % |

|  | 18.38 % |

|  | 31.47 % |

|  | 9.60 % |

|  | 3.45 % |

|  | 0.03 % |

|  | 6.25 % |

|  | 100.00 % |

### Distrito 3 (Zitácuaro)
|  | 33.16 % |

|  | 14.69 % |

|  | 37.92 % |

|  | 6.42 % |

|  | 8.52 % |

|  | 0.03 % |

|  | 6.21 % |

|  | 100.00 % |

### Distrito 4 (Jiquilpan de Juárez)
|  | 37.82 % |

|  | 17.48 % |

|  | 30.54 % |

|  | 6.34 % |

|  | 2.44 % |

|  | 0.03 % |

|  | 5.31 % |

|  | 100.00 % |

### Distrito 5 (Zamora de Hidalgo)
|  | 34.18 % |

|  | 16.32 % |

|  | 36.13 % |

|  | 5.78 % |

|  | 2.61 % |

|  | 0.05 % |

|  | 4.90 % |

|  | 100.00 % |

### Distrito 6 (Ciudad Hidalgo)
|  | 28.01 % |

|  | 17.33 % |

|  | 34.17 % |

|  | 10.29 % |

|  | 5.14 % |

|  | 0.04 % |

|  | 6.98 % |

|  | 100.00 % |

### Distrito 7 (Zacapu)
|  | 26.23 % |

|  | 17.15 % |

|  | 35.93 % |

|  | 11.75 % |

|  | 2.21 % |

|  | 0.06 % |

|  | 6.63 % |

|  | 100.00 % |

### Distrito 8 (Morelia)
|  | 21.64 % |

|  | 15.25 % |

|  | 45.11 % |

|  | 8.97 % |

|  | 1.88 % |

|  | 0.18 % |

|  | 6.93 % |

|  | 100.00 % |

### Distrito 9 (Uruapan del Progreso)
|  | 33.38 % |

|  | 7.17 % |

|  | 39.78 % |

|  | 3.82 % |

|  | 1.13 % |

|  | 9.84 % |

|  | 0.08 % |

|  | 4.77 % |

|  | 100.00 % |

### Distrito 10 (Morelia)
|  | 24.60 % |

|  | 10.57 % |

|  | 34.63 % |

|  | 5.81 % |

|  | 1.70 % |

|  | 17.02 % |

|  | 0.08 % |

|  | 5.56 % |

|  | 100.00 % |

### Distrito 11 (Pátzcuaro)
|  | 32.99 % |

|  | 15.37 % |

|  | 31.25 % |

|  | 9.17 % |

|  | 3.49 % |

|  | 0.04 % |

|  | 7.63 % |

|  | 100.00 % |

### Distrito 12 (Apatzingán de la Constitución)
|  | 25.81 % |

|  | 16.79 % |

|  | 39.74 % |

|  | 9.14 % |

|  | 2.74 % |

|  | 0.03 % |

|  | 5.71 % |

|  | 100.00 % |